# Lissonota genator
Lissonota genator är en stekelart som beskrevs av Aubert 1972. Lissonota genator ingår i släktet Lissonota och familjen brokparasitsteklar. Inga underarter finns listade i Catalogue of Life.